# Monotrace

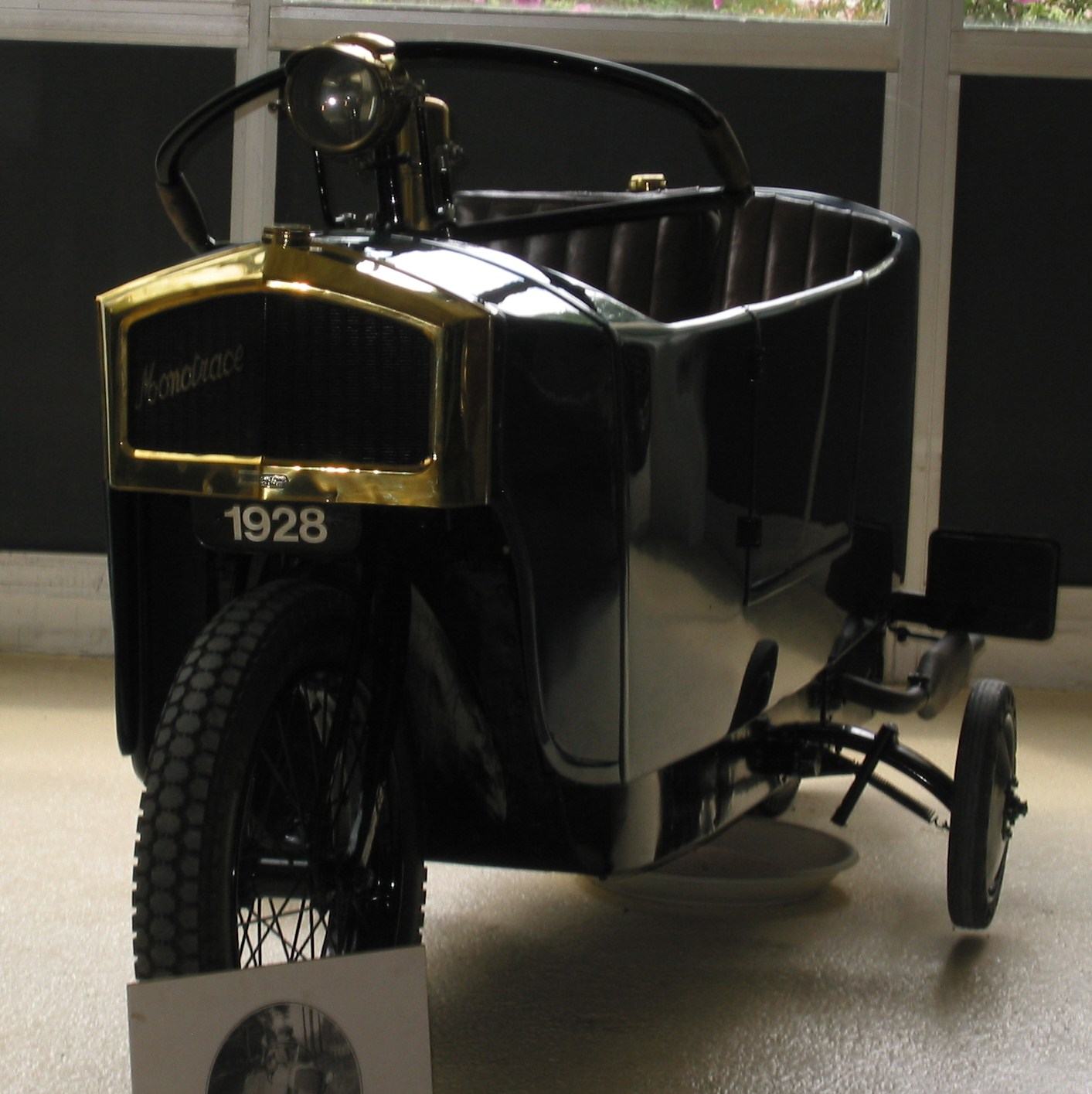
Monotrace von 1928

Die Établissements Monotrace S.A., zuvor Ateliers du Rond Point, war ein französischer Hersteller von Automobilen.

## Unternehmensgeschichte
Ateliers du Rond Point aus Saint-Étienne begann 1924 mit der Produktion von Automobilen. Der Markenname lautete Monotrace. 1926 übernahm die Établissements Monotrace S.A. aus Courbevoie die Produktion. Im gleichen Jahr übernahm der Techniker Joseph-August Roten die Geschäftsführung. 1930 endete die Produktion.

## Fahrzeuge
Das einzige Modell war ein Einspurwagen und basierte auf dem Einspurauto von Mauser. Es war ein Auto auf zwei Rädern, eins vorne, eins hinten, sowie zwei seitlichen Stützrädern, die während der Fahrt hochgeklappt wurden. Der wassergekühlte Einzylindermotor verfügte über 510 cm³ Hubraum und leistete etwa 12 PS. Die Motorleistung wurde mittels einer Kette an das Hinterrad übertragen. Das Getriebe verfügte über drei Gänge. Das Fahrzeug bot zwei Personen hintereinander Platz.
1926 kam eine Lieferwagenausführung und 1929 ein einsitziges Sportmodell dazu.
Ein Fahrzeug dieser Marke ist im Musée Henri Malartre in Rochetaillée-sur-Saône zu besichtigen.